# Sui (volk)
De Sui of Shui (Vereenvoudigd Chinees: 水族; pinyin: Shuǐzú) zijn een volk in China, dat wordt erkend door de Chinese overheid als een van de 56 officieel erkende etnische groepen in China. De Sui spreken een Tai-Kadaitaal, die eveneens Sui heet. De letterlijke betekenis van Sui is water in het Chinees. Deze benaming werd in de Ming-dynastie aan het volk gegeven.

## Leefgebied
In China leeft het volk in het zuiden van het land in de provincies Guizhou, Guangxi en Yunnan. In Vietnam wonen daarnaast ook nog ongeveer 120 Sui.
Achang · Akha · Bai · Baima · Blang (Bulong) · Bonan · Buyi · Dai · Daur · De'ang · Dong · Dongxiang · Drung · Evenken · Gaoshan (Taiwanese aboriginals) · Gelao · Gin (Vietnamezen) · Han · Hani · Hlai (Li) · Hui · Jingpo · Jino · Kazachen · Kirgiezen · Koreanen · Lahu · Lhoba · Lisu · Mantsjoes · Maonan · Miao (Hmong) · Mongolen · Monpa (Menba) · Mulam (Mulao) · Nanai (Hezhe) · Naxi · Nu · Oeigoeren · Oezbeken · Oroqen · Pumi · Qiang · Russen · Salar · She · Sui · Tadzjieken · Tataren · Tibetanen (Zang) · Tu · Tujia · Wa (Va) · Yao · Yi · Yugur · Xibe · Zhuang